# Сумний Семен Макарович
Семе́н Сумни́й, справжнє прізвище Семе́н Мака́рович Угрю́мов (нар. 2 серпня 1897, Летичів — пом. 9 березня 1960, Харків) — український письменник. Член Спілки письменників СРСР (з 1944 року).

## Біографія
Народився у місті Летичів, повітовому центрі Подільської губернії Російської імперії (нині — районний центр Хмельницької області України) в сім'ї службовців. Українець.
Після Жовтневого перевороту 1917 року пристав до більшовиків, вступив до лав Червоної гвардії у Києві. З 1918 року — у лавах Червоної армії. В роки радянсько-української війни 1918—1921 років партизанив на Поділлі, воював на польському та врангелівському фронтах, був тричі поранений.
У 1924 році закінчив Херсонський інститут народної освіти (ХІНО). По тому працював у школах.
З початком німецько-радянської війни у вересні 1941 року добровільно вступив до лав РСЧА. Військову службу проходив на посадах письменника і кореспондента-організатора у газетах «Сталинское знамя» (38-ма армія), «Коммунист» (226-та стрілецька дивізія), «Сын Родины» (13-та армія), «За счастье Родины» (38-ма армія), «Красное знамя» (24-та армія). Закінчив війну у званні майора.
Помер 9 березня 1960 року у Харкові, де і похований.

## Творча діяльність
Літературну діяльність почав у 1925 році фейлетоністом первомайської округової газети «Селянська газета», згодом працював фейлетоністом і нарисовцем у газеті «Комуніст» (Харків).
Член літературної організації «Плуг».
Член СП СРСР з 1944 року.

## Твори
Автор близько 20 збірок оповідань, повістей і нарисів:
- «Шляхом новітнім» (1927)
- «Вогні Донбасу» (1929)
- «Переможена земля» (1929, 1931)
- «Весні назустріч» (1930)
- «Перший іспит» (1931, у співавторстві з О. Ясним)
- «Переможена земля»
- «Хроника села Софиевки» (1936)
- «Над Дніпром» (1938)
- «Молодість Тесленка» (1940, 1949)
- «В Карпатах» (1945)

та інших.

## Нагороди
Нагороджений орденами Вітчизняної війни 2-го ступеня (27.06.1945), двома орденами Червоної Зірки (30.03.1943, 29.01.1944) та медалями.